# Naira Melkumyan
Naira Melkumyan (in armeno ’Նաիրա Մելքումյան?; Erevan, 7 novembre 1953) è una politica karabakho.
È stata il secondo ministro degli affari esteri della repubblica de facto dell'Artsakh dal 1997 al 2002, ma ha svolto anche molti incarichi diplomatici per la repubblica di Armenia dove è nata.

## Biografia
Nata nella capitale armena, si è laureata in filologia nel 1976 all'università statale dove in seguito ha insegnato.
Attività lavorativa:
- 1990: Ha lavorato nel Consiglio supremo dell'Armenia.
- 1992-1993: dal 1998 al 1998 ha lavorato nell'amministrazione presidenziale dell'Armenia come capo del dipartimento analitico.
- 1993-1995: Primo segretario del Ministero degli affari esteri della Repubblica di Armenia.
- 1995-1997: rappresentante permanente aggiunto della Repubblica del Nagorno Karabakh presso la Repubblica di Armenia.
- 1997: da giugno, rappresentante permanente della Repubblica del Nagorno Karabakh presso la Repubblica di Armenia.
- 1997-2002: Ministro degli affari esteri della Repubblica del Nagorno Karabakh.
- 2003-2007: Direttore esecutivo del fondo "Hayastan per tutti gli armeni".

È stata direttamente coinvolta nel processo di risoluzione del conflitto nel Karabakh nell'ambito del Gruppo di Minsk dell'Osce. Ha rappresentato la repubblica del Nagorno Karabakh in numerosi organismi internazionali, istituti scientifici e di ricerca. Ha il rango di ambasciatore straordinario e plenipotenziario.